# داريل تولى
داريل تولى (بالإنجليزية: Darrell Tully)‏ هو لاعب كرة قدم أمريكية أمريكي، ولد في 14 ديسمبر 1917 في هنريتا في الولايات المتحدة، وتوفي في 4 فبراير 1997.

## وصلات خارجية
- داريل تولى على موقع مرجع كرة القدم المحترفة.كوم (الإنجليزية)